# Liste des codes postaux canadiens débutant par E
| Flag of Canada | Codes postaux canadiens |    |    |    |    |    |    |    |    |    |    |    |    |    |    |       |    |
| \| NL \| NS \| PE \| NB \| QC \| QC \| QC \| ON \| ON \| ON \| ON \| ON \| MB \| SK \| AB \| BC \| NU/NT \| YT \| \| A \| B \| C \| E \| G \| H \| J \| K \| L \| M \| N \| P \| R \| S \| T \| V \| X \| Y \| |                         |    |    |    |    |    |    |    |    |    |    |    |    |    |    |       |    |
| NL | NS                      | PE | NB | QC | QC | QC | ON | ON | ON | ON | ON | MB | SK | AB | BC | NU/NT | YT |
| A | B                       | C  | E  | G  | H  | J  | K  | L  | M  | N  | P  | R  | S  | T  | V  | X     | Y  |

## Nouveau-Brunswick- 111RTA
| E1A Moncton Est (Dieppe)                                                 | E2A Bathurst                       | E3A Fredericton Nord                                             | E4A Chipman          | E5A Moores Mills         | E6A Boiestown     | E7A Baker Brook           | E8A Saint-Quentin | E9A Baie-Sainte-Anne |
| E1B Riverview                                                            | E2B Non assigné                    | E3B Fredericton Sud Gouvernement provincial du Nouveau-Brunswick | E4B Minto            | E5B St. Andrews          | E6B Stanley       | E7B Saint-Jacques         | E8B Kedgwick      | E9B Blackville       |
| E1C Moncton Centre                                                       | E2C Non assigné                    | E3C Fredericton Sud-ouest (New Maryland)                         | E4C Youngs Cove      | E5C Saint-George         | E6C Durham Bridge | E7C Saint-Basile          | E8C Dalhousie     | E9C Doaktown         |
| E1E Moncton Ouest                                                        | E2E Rothesay                       | E3E Kingsclear                                                   | E4E Sussex           | E5E Campobello           | E6E Millville     | E7E Saint-Léonard         | E8E Balmoral      | E9E Red Bank         |
| E1G Moncton Nord-ouest                                                   | E2G Quispamsis                     | E3G Fredericton                                                  | E4G Smiths Creek     | E5G Grand Manan          | E6G Nackawic      | E7G Plaster Rock          | E8G Belledune     | E9G Néguac           |
| E1H Moncton Nord extérieur (Lakeville / Pont-de-Shédiac–Rivière-Shédiac) | E2H Saint-Jean Nord-est (Renforth) | E3H Non assigné                                                  | E4H Hillsborough     | E5H Pennfield            | E6H Canterbury    | E7H Perth-Andover         | E8H Non assigné   | E9H Brantville       |
| E1J Coverdale                                                            | E2J Saint-Jean Est                 | E3J Non assigné                                                  | E4J Salisbury        | E5J Lepreau              | E6J McAdam        | E7J Bath                  | E8J Petit-Rocher  | E9J Non assigné      |
| E1K Non assigné                                                          | E2K Saint-Jean Nord                | E3K Non assigné                                                  | E4K Dorchester       | E5K Grand Bay-Westfield  | E6K Harvey        | E7K Centreville           | E8K Beresford     | E9K Non assigné      |
| E1L Non assigné                                                          | E2L Saint-Jean Centre              | E3L Saint-Stephen                                                | E4L Sackville        | E5L Fredericton Junction | E6L Burtts Corner | E7L Florenceville-Bristol | E8L Allardville   | E9L Non assigné      |
| E1M Non assigné                                                          | E2M Saint-Jean Ouest               | E3M Non assigné                                                  | E4M Bayfield         | E5M Gagetown             | E6M Non assigné   | E7M Woodstock             | E8M Saint-Isidore | E9M Non assigné      |
| E1N Miramichi Est (Chatham)                                              | E2N Saint-Jean Lakewood            | E3N Atholville Campbellton                                       | E4N Cap-Pelé         | E5N Hampton              | E6N Non assigné   | E7N Debec                 | E8N Grande-Anse   | E9N Non assigné      |
| E1P Non assigné                                                          | E2P Saint-Jean Red Head            | E3P Non assigné                                                  | E4P Shédiac          | E5P Apohaqui             | E6P Non assigné   | E7P Hartland              | E8P Inkerman      | E9P Non assigné      |
| E1R Non assigné                                                          | E2R Saint-Jean Grandview           | E3R Non assigné                                                  | E4R Cocagne          | E5R St. Martins          | E6R Non assigné   | E7R Non assigné           | E8R Paquetville   | E9R Non assigné      |
| E1S Non assigné                                                          | E2S Saint-Jean Loch Lomond         | E3S Non assigné                                                  | E4S Bouctouche       | E5S Kingston             | E6S Non assigné   | E7S Non assigné           | E8S Shippagan     | E9S Non assigné      |
| E1T Non assigné                                                          | E2T Non assigné                    | E3T Non assigné                                                  | E4T Bass River       | E5T Norton               | E6T Non assigné   | E7T Non assigné           | E8T Lamèque       | E9T Non assigné      |
| E1V Miramichi Ouest (Newcastle)                                          | E2V Oromocto                       | E3V Edmundston                                                   | E4V Saint-Antoine    | E5V Île Deer             | E6V Non assigné   | E7V Non assigné           | E8V Non assigné   | E9V Non assigné      |
| E1W Caraquet                                                             | E2W Non assigné                    | E3W Non assigné                                                  | E4W Richibucto       | E5W Non assigné          | E6W Non assigné   | E7W Non assigné           | E8W Non assigned  | E9W Not assigné      |
| E1X Tracadie-Sheila                                                      | E2X Non assigné                    | E3X Non assigné                                                  | E4X St-Louis-de-Kent | E5X Non assigné          | E6X Non assigné   | E7X Non assigné           | E8X Non assigné   | E9X Non assigné      |
| E1Y Non assigné                                                          | E2Y Non assigné                    | E3Y Grand-Sault Nord-est                                         | E4Y Rogersville      | E5Y Non assigné          | E6Y Non assigné   | E7Y Non assigné           | E8Y Non assigné   | E9Y Non assigné      |
| E1Z Non assigné                                                          | E2Z Non assigné                    | E3Z Grand-Sault Centre                                           | E4Z Petitcodiac      | E5Z Non assigné          | E6Z Non assigné   | E7Z Non assigné           | E8Z Non assigné   | E9Z Non assigné      |

## Sources
- Géographie - Trouver de l’information par région ou aire géographique, sur Statistique Canada.
- Google Maps (ici un exemple de recherche avec la région de tri d'acheminement E1A)